# Locanto
Locanto es un portal de anuncios clasificados con categorías como empleo, contactos, inmuebles, alquiler, venta, servicios, comunidad, vehículos y mascotas. Está presente en 40 países del mundo y cuenta con subpáginas en 5 idiomas. La página es considerada competencia para portales como Grippo, Olx, Wombeta y Craigslist.

## Historia
Es una creación de la compañía start-up alemana, Yalwa, la cual se encuentra en Wiesbaden, Alemania. Locanto se puso en línea en julio del año 2006 como una página de anuncios clasificados locales para Nueva York. Un mes después, el 21 de agosto de 2006, el servicio se expandió a las ciudades estadounidenses Boston, Chicago, Los Ángeles y San Francisco. Desde principios de 2007, todas las principales ciudades de EE. UU. cuentan con su propia página de Locanto clasificados. Hoy en día, la página de Locanto existe en 5 idiomas en más de 60 países del mundo. 
Es una de las tres aplicaciones web creadas por Yalwa, una compañía start up alemana. Las otras creaciones son Askalo y Yalwa. Klaus P. Gapp, director ejecutivo de Yalwa, es el fundador del portal OpusForum.org, una página de anuncios clasificados locales para el mercado germanoparlante. OpusForum.org fue comprado por eBay en el 2005, con cuya página de anuncios clasificados, Kijiji, fusionó un año después.

## Seguridad
Para informar a sus usuarios sobre cuestiones de seguridad del comercio en Internet, Locanto estableció un blog independiente sobre comercio seguro. En él, el equipo comparte consejos para que los usuarios compren de una forma más segura en línea.

## Alcance global

### Países
Las páginas de Locanto existen en los siguientes países:
- Alemania
- Antillas Francesas
- Arabia Saudita
- Argelia
- Argentina
- Australia
- Austria
- Bélgica
- Bolivia
- Brunéi
- Canadá
- Chile
- China
- Colombia
- Corea del Sur
- Costa Rica
- Ecuador
- Egipto
- El Salvador
- Emiratos Árabes Unidos
- España
- Estados Unidos (inglés y español)
- Filipinas
- Francia
- Guatemala
- Holanda
- Hong Kong
- India
- Irlanda
- Jamaica
- Japón
- Madagascar
- Malasia
- México
- Nueva Zelanda
- Pakistán
- Panamá
- Paraguay
- Perú
- Puerto Rico
- Reino Unido
- República Dominicana
- Reunión y Mayote
- Senegal
- Singapur
- Sudáfrica
- Suiza
- Tailandia
- Túnez
- Uruguay
- Venezuela
- Vietnam[5]

### Versión móvil
Desde febrero de 2010, existe una versión móvil de Locanto. La versión móvil permite tanto navegar en el sitio, como publicar un anuncio gratis.

### Idiomas
Locanto existe en los siguientes idiomas:
- Holandés
- Inglés
- Francés
- Alemán
- Español

## Crítica
En enero de 2010 varios medios de la India reportaron la historia de la actriz Sanchita Padukone, llamando Locanto un sitio pornográfico. Sus fotos habían sido usadas en la sección de “personales”.